# Devagalli, Hunsur
Devagalli là một làng thuộc tehsil Hunsur, huyện Mysore, bang Karnataka, Ấn Độ.